# Tallium-jodid
A tallium-jodid talliumból és jódból álló kémiai vegyület, képlete TlI (TlI). Az ezüst-jodiddal, a higany(II)-jodiddal és az ólom(II)-jodidal együtt a kevés vízben oldhatatlan fém-jodid egyike.

## Előállítása
Vizes oldatban bármely oldható talliumsó és jodidion reakciójával előállítható, így például elő lehet állítani tallium-szulfát vagy tallium-nitrát és kálium-jodid reakciójával.
Fenolok tallium(I)-acetáttal segített jódozása során melléktermékként keletkezik.

## Tulajdonságai
Két enantiotrop (egymásba átalakulni képes) kristálymódosulata van. 168 °C alatt sárga színű, fényérzékeny, torzult nátrium-klorid szerkezetű rombos kristályokat alkot. A torzult szerkezet feltehetően a kedvező tallium–tallium kölcsönhatás eredménye, a legkisebb Tl–Tl távolság 383 pm. 168 °C (más források szerint 175 °C) felett színe vörösre, szerkezete cézium-klorid típusú ráccsá változik. A fázisátmenet révén elektromos vezetőképessége két nagyságrenddel nő. A szerkezet szobahőmérsékletre hűtés után is megmarad egy darabig, de a CsCl szerkezet szobahőmérsékleten is stabilizálható, ha a tallium-jodidhoz más jodidokat vagy tallium(I)-halogenidet – például RbI, CsI, KI, AgI, TlBr és TlCl – adalékolnak. Lehetséges, hogy a szennyezők jelenléte felelős azért, hogy köbös és rombos fázisok együtt léteznek normál körülmények között. Nagy – 160 kbar – nyomáson fémes vezetővé válik.
Tallium(III)-jodiddá történő oxidációja nem megy végbe, ehelyett a Tl+I3− képletű tallium-trijodid keletkezik.

## Felhasználása
Tallium(I)-bromiddal alkotott tallium-bromid-jodid elegykristályként az ATR (gyengített totálreflexiós) spektroszkópiában használják. Higanylámpákba adva növeli azok teljesítményét. Ezek fénye leginkább a látható színkép kék-zöld tartományába esik, melyet a víz kevésbé nyel el, ezért az ilyen lámpákat víz alatti világításra használják. Nátrium-jodidhoz vagy cézium-jodidhoz nyomnyi mennyiségben adagolva szcintillátor előállítására használják, melyet a radioaktív sugárzás érzékelésére szolgáló szcintillációs detektorokban alkalmaznak.

## Biztonság
Mint minden talliumvegyület, a tallium-jodid is erősen mérgező. Hőre érzékeny.

## Fordítás
Ez a szócikk részben vagy egészben  a   Thallium(I)-iodid című német Wikipédia-szócikk ezen változatának fordításán alapul.  Az eredeti cikk szerkesztőit annak laptörténete sorolja fel. Ez a jelzés csupán a megfogalmazás eredetét és a szerzői jogokat jelzi, nem szolgál a cikkben szereplő információk forrásmegjelöléseként.
Ez a szócikk részben vagy egészben  a   Thallium(I) iodide című angol Wikipédia-szócikk ezen változatának fordításán alapul.  Az eredeti cikk szerkesztőit annak laptörténete sorolja fel. Ez a jelzés csupán a megfogalmazás eredetét és a szerzői jogokat jelzi, nem szolgál a cikkben szereplő információk forrásmegjelöléseként.